# Daniel Castro Garcia
Daniel Castro Garcia est un photojournaliste et documentariste britannique d’origine espagnole.
Il obtient en 2017 le prix W. Eugene Smith de la Fondation Magnum.

## Biographie
D’origine espagnole, les parents de Daniel Castro Garcia ont émigré au Royaume-Uni pour des raisons économiques bien avant sa naissance.
Il a étudié la littérature espagnole et latino-américaine ainsi le management à l’University College London. Après avoir obtenu son diplôme, il travaille comme assistant réalisateur dans l’industrie britannique du film, de la publicité et du vidéoclip.
Au début de l’année 2015, après la mort de centaines de migrants au large des côtes libyennes, Daniel Castro Garcia se rend avec le graphiste Thomas Saxby sur l’île de Lampedusa, le point d’entrée pour les migrants en provenance d’Afrique. C’est le début d’un projet qui le mène à Lampedusa (Italie), Lesbos (Grèce), Catania (Italie), Idomeni (Grèce), dans les Balkans, dans la jungle de Calais, en Autriche et en Allemagne, pour photographier des personnes déplacées de toute l’Afrique du Nord et du Moyen-Orient.
Ce projet, « Foreigner, I Peri N’Tera – Étrangers, les pieds sur terre », obtient la bourse du W. Eugene Smith Memorial Fund, et le prix du British Journal of Photography.
Il est inspiré dans son travail au long cours par le travail de Tim Hetherington chez qui  « Il y a une sensibilité tellement incroyable dans le travail qu'il a fait, et un engagement incroyable à vraiment sacrifier du temps pour approfondir l'histoire ».
Daniel Castro Garcia vit et travaille entre la Sicile et la Grande Bretagne.

## Publications
- Foreigner: Migration into Europe 2015-16, John Radcliffe Studio, 2016, 240 p  (ISBN 978-0995554603)[3]
- Foreigner: Collected Writings 2017, avec Thomas Saxby, John Radcliffe Studio, 2017, 32 p.  (ISBN 978-0995554610)[4],[9]

## Exposition
Liste non exhaustive
- 2017 : Foreigner, TJ Boulting Gallery, Londres[10]

## Prix et récompenses
Liste non exhaustive
- 2015 : prix Mack Books du premier livre photographique pour sa série Foreigner: migration into Europe 2015-2016[7].
- 2017 : British Journal of Photography International Photography Award[7],[11]
- 2017 : Grand Prix, Tokyo International Photography Competition[12]
- 2017 : prix W. Eugene Smith de la Fondation Magnum pour son projet « Foreigner, I Peri N’Tera – Étrangers, les pieds sur terre »[13],[5]
- 2021 : FOAM Talent 2021 du Fotografiemuseum Amsterdam[14]